# Hiempsal 1.
Hiempsal I (død 117 f.Kr.) var konge i Numidien fra 118 f.Kr. til 117 f.Kr. Han var søn af Micipsa (død 118 f.Kr.), som havde udnævnt sine to sønner Adherbal og Hiempsal og sin adoptivsøn/nevø Jugurtha til at styre riget sammen.
Efter Micipsas død opstod der straks fjendskab mellem Jugurtha og de to yngre brødre. De bestemte at de skulle dele statskassen og riget mellem sig, og opholdt sig forskellige steder i nærheden af skatkammeret. Hiempsal tog bolig i Thirmida hos en mand som viste sig at være ven af Jugurtha, og han gav Jugurtha nøgler til huset og information om hvor Hiempsal opholdt sig. Jugurtha fik dermed sendt sine mænd ind i huset og dræbte Hiempsal.